# Liste der Monuments historiques in Voillecomte
Die Liste der Monuments historiques in Voillecomte führt die Monuments historiques in der französischen Gemeinde Voillecomte auf.

## Liste der Immobilien
| Bezeichnung   | Beschreibung                 | Standort               | Kennzeichnung | Schutzstatus | Datum | Bild           |
| ------------- | ---------------------------- | ---------------------- | ------------- | ------------ | ----- | -------------- |
| Kirche St-Luc | Glockenturm, 12. Jahrhundert | Rue du Milanais (Lage) | PA00079283    | Classé       | 1906  | weitere Bilder |

## Liste der Objekte
| Bezeichnung              | Beschreibung                                                  | Standort                    | Kennzeichnung | Schutzstatus | Datum | Bild |
| ------------------------ | ------------------------------------------------------------- | --------------------------- | ------------- | ------------ | ----- | ---- |
| Gemälde Evangelist Lukas | Ölfarbe auf Leinwand, vergoldeter Holzrahmen, 18. Jahrhundert | in der Kirche St-Luc (Lage) | PM52001292    | Classé       | 1978  |      |